# Haldefjäll
Haldefjäll, även Halditjocko,  (finska: Halti, Haltitunturi eller Haltiatunturi, nordsamiska: Háldi) har Finlands högsta punkt, 1 324 m ö.h.
Haldefjäll är beläget i Enontekis kommun i finska Lappland vid gränsen mellan Finland och Norge. Den egentliga bergstoppen, Ráisduottarháldi (1 361 m ö.h.), ligger i Norge. Den högsta punkten i Finland (1 324 m ö.h.) är på Hálditšohkka, ett utsprång av Ráisduottarháldi vid gränsen till Norge. Toppen av Hálditšohkka (1 331 m ö.h.) ligger i Norge. Det högsta berget med bergstopp i Finland är Ridnitšohkka, med en höjd på 1 316 m ö.h.
Haldefjäll ligger långt från bilvägar och för att nå det kan man vandra cirka 50 km från Kilpisjärvi i Finland eller ca 6 km från parkeringen vid sjön Guolášjávri i Norge, dit det leder en grusväg från Kåfjorddalen.